# Piper glabribaccum
Piper glabribaccum är en pepparväxtart som beskrevs av William Trelease. Piper glabribaccum ingår i släktet Piper och familjen pepparväxter. Inga underarter finns listade i Catalogue of Life.